# Konjunktiv
Konjunktiv er en modus, der optræder i en række indoeuropæiske sprog. Det er forskelligt fra sprog til sprog, hvilke former af konjunktiv der benyttes.
Optativisk konjunktiv: Er den eneste form af konjunktiv, der stadig findes på dansk, men den bruges kun i faste udtryk. Denne form bruges om ønsker og kaldes derfor også ønskemåde: Kongen længe leve (man ønsker, at kongen skal leve længe) eller Herren være med jer (man ønsker, at Gud er med dem, man taler til). Formen er en finit verbalform, præsens konjunktiv aktiv; men formmæssigt falder den sammen med den infinitte verbalform præsens infinitiv aktiv.
Hypotetisk konjunktiv: Findes bl.a. på tysk, engelsk og svensk og udtrykker, at noget ikke forholder sig, som det ellers bliver sagt: Das hättest du nicht sagen sollen ("Det skulle du ikke have sagt" – underforstået: "men det gjorde du") eller I wouldn't have said that, if I were you, Det skulle jag inte ha sagt om jag vore i dina kläder ("Det ville jeg ikke have sagt, hvis jeg var dig" – underforstået: "men det er jeg ikke"). Ved modstrid mod virkeligheden taler vi også om irrealis.
Hortativ konjunktiv: Findes bl.a. på latin og oldgræsk og bruges som fælles opfordring: Laboremus pro patria ("Lad os arbejde for fædrelandet").
Dubitativ konjunktiv: Findes bl.a. på fransk og oldgræsk og bruges til at udtrykke tvivl: Je ne crois pas qu'il le fasse (Jeg tror ikke, at han gør det").
Andre eksempler på konjunktiv er: Jussiv, prohibitiv, potentialis og koncessiv konjunktiv.

## En tommelfingerregel til skolebrug
Når der på dansk bruges datid (præteritum) eller førdatid (pluskvamperfektum), uden at det drejer sig om noget fortidigt, så er der tale om den konstruktion, der svarer til konjunktiv på visse andre sprog, f.eks. tysk. Der kan være tale om irrealis, potentialis eller eventualis.
Eksempler på danske sætninger i en grammatisk fortid, der gengives ved konjunktiv på tysk:
- Hvis jeg havde været konge... Wenn ich König gewesen wäre...
- Det havde været klogere ikke at gøre det! Es wäre klüger (gewesen), es nicht zu tun!
- Det var det bedste, hvis... Es wäre besser, wenn...
- Jeg ville gerne have et stykke kage. Ich möchte ein Stück Kuchen.
- Man burde egentlig gå derhen. Man müsste eigentlich hingehen.
- Det var dejligt, hvis jeg måtte komme i morgen. Es wäre schön, wenn ich morgen kommen dürfte.

## Reference
1. ↑  Erik Hansen & Lars Heltoft: Grammatik over det Danske Sprog (GDS), Syddansk Universitetsforlag 2011, bind II, side 740, §6 Optativ